# یواس‌اس هاپکینز (دی‌دی-۶)
یواس‌اس هاپکینز (دی‌دی-۶) (به انگلیسی: USS Hopkins (DD-6)) یک کشتی بود که طول آن ۲۴۸ فوت ۸ اینچ (۷۵٫۷۹ متر) بود. این کشتی در سال ۱۹۰۲ ساخته شد.